# InBev
Inbev est un ancien groupe brassicole belgo-brésilien ayant fusionné en 2008 avec Anheuser-Busch pour former le groupe Anheuser-Busch InBev. 
Le siège social était situé à Louvain (Belgique), au même endroit que celui d'Interbrew. Le siège d'exploitation américain se trouvait à São Paulo, Brésil.
InBev produisait plusieurs marques de bière : Stella Artois, Beck's, Brahma, Jupiler, Hoegaarden (bière blanche), Staropramen, Leffe, Bass, Tennents ou Labatt.

## Histoire
Le 3 mars 2004, Interbrew (issue de la fusion des brasseries Stella Artois basée à Louvain en Belgique et Piedbœuf basée à Jupille également en Belgique) fusionna avec le brasseur brésilien Companhia de Bebidas das Americas (AmBev) pour former InBev. InBev devint dès lors le premier brasseur au monde, avec une part de marché d'environ 13 %, et une production de 190 millions d'hectolitres de bière et 25 millions d'hectolitres de limonades.
En 2008, InBev propose de racheter Anheuser-Busch (troisième groupe mondial) pour 65 dollars par action, ce qui valorise le groupe américain à 46 milliards de dollars. Le 14 juillet 2008, le groupe Anheuser-Busch finit par accepter le rachat par InBev qui a, entretemps, revu son offre à 70 dollars par action portant le rachat à 52 milliards de dollars,.

## Particularités locales

### Cas de la Budweiser au Canada
Jusqu'à la fusion de 2008, Anheuser-Busch était l'un des principaux concurrents d'Interbrew/InBev. Or la Budweiser était un des produits phare d'Anheuser-Busch. En 1980 au Canada, le procédé brassicole d'Anheuser-Busch ne respectait pas les normes canadiennes (notamment le degré minimal d'alcool pour que la boisson soit appelée bière : 5 %), aussi un accord de 18 ans a été trouvé entre Anheuser-Busch et la Brasserie Labatt (filiale d'Interbrew) pour la distribution des produits de la bière américaine au Canada. Il fut aussi décidé que la bière allait être brassée en sol canadien, diminuant, de fait, les coûts de la distribution (aucun traité de libre-échange n'existait alors entre les États-Unis et le Canada). La Budweiser se trouvait donc produite sous deux formes différentes par deux entreprises concurrentes.
En 2008, pour finaliser l'acquisition d'Anheuser-Busch, InBev a dû se séparer de la filiale Labatt USA .

## Marques de bières détenues par InBev

### Bières à distribution mondiale
- Stella Artois
- Corona
- Beck's
- Brahma
- Leffe
- Labatt Bleue
- Quilmes

### Autres bières
- Atlas ( Pays Bas)
- Archibald (Canada)
- Alexander Keith's (Canada)
- Almaza (Lebanon)
- Astika (Bulgarie)
- Antarctica (Brésil)
- Baisha (Chine)
- Bass (Royaume-Uni)
- Becks (Allemagne)
- Belle-Vue (Belgique)
- Bergenbier (Belgique)
- Bergenbier (Roumanie)
- Best Ice
- Best Scotch
- Boddingtons (Royaume-Uni)
- Bohemia (Brésil)
- Borsodi Sör (Hongrie)
- Bourgasko (Bulgarie)
- Brahma (Brésil)
- Braník (République tchèque)
- Bud(weiser) (uniquement au Canada)
- Bucanero (Cuba)
- Cafri (Corée du Sud)
- Carling (Royaume-Uni et Canada)
- Cass (Corée du Sud)
- Castlemaine XXXX (Australie)
- Chernigivski
- Cristal (Cuba)
- Cubanisto (bière) (France)
- Diebels (Allemagne)
- Dinckelacker (Allemagne)
- Dommelsch (Pays-Bas)
- Double Deer (Chine)
- Diekirch (Luxembourg)
- Flowers
- Franziskaner (Allemagne)
- Gilde (Allemagne)
- Goose (USA)
- Haake-Beck (Allemagne)
- Hasseröder (Allemagne)
- Heldenbrau Super
- Hemelinger (Allemagne)
- Hertog Jan (Pays-Bas)
- Hoegaarden (Belgique)
- Leffe (Belgique)
- Jingling (Chine)
- Jelen Pivo (Serbie)
- Jupiler (Belgique)
- Kamenitza (Bulgarie)
- Kirin (Japon)
- KK (Chine)
- Klinskoye
- Kokanee (Canada)
- Kwak (Belgique)
- Tous les produits Labatt (Bleue, 50, etc.) (Canada)
- Lucky Lager (États-Unis et Canada)
- La Bécasse (Belgique)
- Lindener (Allemagne)
- Löwenbräu (Allemagne)
- Mackeson
- Měšťan (République tchèque)
- Mousel (Luxembourg)
- Murphy’s Irish Stout (Irlande)
- Noroc (Roumanie)
- OB (Corée du Sud)
- Obolon (Ukraine)
- Oranjeboom (Pays-Bas)
- Ostravar (République tchèque)
- Ozujsko (Croatie)
- Plevensko (Bulgarie)
- Safir (Belgique)
- Schwabenbräu (Allemagne)
- Sibirskaya Korona
- Skol (Brésil)
- Spaten (Allemagne)
- Staropramen (République tchèque)
- Sweetheart Stout
- Tennent’s Lager (Royaume-Uni)
- Tolstiak (Ukraine)
- Tomislav (Croatie)
- Tripel Karmeliet (Belgique)
- Trophy
- Vieux-Temps (Belgique)
- Vratislav (République tchèque)
- Welsh Smooth
- Whitbread
- Yali (Chine)
- Yantar (Ukraine)
- Zizhulin (Chine)
- Zhujiang (Chine)
- Zlatotog (Slovénie)